# Unforgiving: A Northern Hymn
Unforgiving: A Northern Hymn es un videojuego de terror tipo videojuego independiente desarrollado por el estudio sueco Angry Demon Studio para Microsoft Windows, que salió al mercado el 17 de noviembre de 2017. El videojuego está en sueco y cuenta con subtítulos en inglés y está inspirado en el folclore escandinavo y la mitología nórdica.

## Jugabilidad
El juego cuenta con una dinámica de mundo abierto, que se intercala con la dinámica del horror de supervivencia desde una perspectiva en primera persona. El escenario principal es un bosque, en el que el jugador tiene la oportunidad de descubrir y explorar varias cabañas, edificios abandonados y un pozo de una vieja mina. El juego cuenta con poca iluminación, lo que incrementa la sensación de agobio al jugador y le oculta las amenazas potenciales, utilizando el sonido ambiente para advertirle de progresos o de la presencia de enemigos. El juego también cuenta con una inteligencia artificial que elige sus propios caminos en lugar de repetir el mismo camino, para aumentar la imprevisibilidad del juego.

## Sinopsis
El juego comienza con Linn, la protagonista del juego, que se despierta amarrada en la parte trasera del auto de su hermano Lukas. Después de patear a Lukas en la nuca para escapar, Lukas estrella el vehículo en una carretera sinuosa que cruza un bosque. Ambos deben trabajar juntos para buscar una salida. Poco después del accidente, Linn descubre la razón por la que Lukas la secuestró. Él explica que simplemente estaba tratando de ayudarla con su adicción a las drogas, ya que ella se había negado a buscar tratamiento. Planeaba llevarla a una cabaña para ayudarla a comenzar a recuperarse.
Linn y Lukas pronto se separan al cruzar un río. Linn cruza un pantano, arreglando una caja de fusibles y encontrándose un espectro en el camino. Regresando con su hermano, se cruza a la vuelta con un troll que tiene un solo brazo. Pese a evitarlo, ambos hermanos acaban siendo detectados por la bestia, que les obliga a huir. En la huida, Lukas queda atrapado bajo los escombros y Linn se ve obligado a matarlo. Linn se queda sola y sin una linterna, lo que significa que ahora debe confiar en la luz de los fósforos que se encuentran en las cajas de cerillas durante todo el juego.
Después de dejar a su hermano, Linn se encuentra con un pueblo de casas abandonadas. Al entrar en una, escucha un teléfono. Al otro lado de la línea, una voz desconocida manda un mensaje a alguien que se hace llamar "Ragnar", al que le dice que vaya "hacia la luz" situada en la mina sobre el lago, donde antes había estado Linn. A la salida de la casa, en el pueblo se encuentra con figuras humanoides atrapadas en los árboles. Linn escucha un susurro incorpóreo que le pide que encuentre el arpa dorada de Freyja. Debe encontrarlo en otro edificio abandonado en el pueblo, llamado el Salón del Arpa. Dentro del mismo, se encuentra el arpa colocada sobre un altar, pero una silueta le dice que han de colocarse una ofrenda de sangre y fuego para poder llevárselo, lo que obligará a la protagonista a realizar diversas tareas para conseguirlo.
Después de conseguir el arpa, Linn supera una figura de una mujer desnuda que grita y corre hacia ella. Luego coloca el arpa en un altar, y una voz incorpórea le dice que debe colocar una ofrenda de un ojo y una ofrenda de una lengua sobre el mismo. Nuevamente, Linn debe buscar los objetos, en esta ocasión en los restos de su difunto hermano. Pese a reunir los ingredientes y completar el ritual, la mujer que le perseguía acaba atacándola y mordiéndola. Aunque no se fija al principio, la mordedura de ese demonio acabará por convertirla en un ser endemoniado, muy parecido a los seres que había visto en los árboles de la ciudad.
Al regresar a la primera zona, Linn vuelve a encontrarse con el troll, al que vuelve a evadir antes de caer en el pozo de una mina abandonada. Dentro de la mina, se ve obligada a iluminar con una cerilla al espíritu de árbol que se asemeja a una madre, pese a que la voz que emana de él le pide que no lo haga.
Después de evadir un área que contiene bebés gigantes, Linn llega a un área aislada en un acantilado, donde deberá enfrentarse a recordatorios dispersos de su pasado, concernientes a su adicción a las drogas, con las agujas, las pastillas, la morfina... Una voz incorpórea le anima a acabar con todo su sufrimiento y a saltar al vacío, cosa que hace. En lugar de caer al precipicio, Linn se encuentra en un espacio de pesadilla completamente negro con paredes cubiertas de grandes ojos rojos. Aquí, la mujer que le mordió anteriormente se le reaparece y le ofrece un pacto: sanarla si intercambia con ella el arpa de Freyja. Linn corre hacia una luz mientras evita ser aplastada por unas manos gigantes que aparecen en las paredes. Una vez que llega a la luz, reaparece en la parte trasera del auto de su hermano. La voz incorpórea de la mujer le explica que su situación no podrá cambiar, viviendo permanentemente un bucle sin fin, pues el espíritu disfruta con el sufrimiento.